# Spirobrachia
Spirobrachia — рід багатощетинкових кільчастих червів родини Погонофори (Siboglinidae). Представники роду поширені на півночі Атлантики та Тихого океану і в Антарктиці.

## Класифікація
- Spirobrachia grandis Ivanov, 1952
- Spirobrachia leospira Gurjeeva, 1975
- Spirobrachia orkneyensis Smirnov, 2000
- Spirobrachia tripeira Hilario & Cunha, 2008